# Adam Kopyciński (dyrygent)
Adam Kopyciński (ur. 5 sierpnia 1907 w Osielcu w okolicach Makowa Podhalańskiego, zm. 3 października 1982 we Wrocławiu) – polski dyrygent, pianista i kompozytor, profesor, rektor Państwowej Wyższej Szkoły Muzycznej we Wrocławiu. Wieloletni dyrektor Opery Wrocławskiej. Absolwent Państwowej Wyższej Szkoły Muzycznej w Krakowie w klasie dyrygentury Waleriana Bierdiajewa.

## Życiorys
Ukończył konserwatorium Krakowskiego Towarzystwa Muzycznego oraz studiował dyrygenturę w klasie profesora Waleriana Bierdiajewa. W grudniu 1939 został aresztowany przez gestapo i trafił do obozu koncentracyjnego Auschwitz-Birkenau, gdzie z rozkazu SS w grudniu 1940 został szefem męskiej orkiestry obozowej. Po wojnie do roku 1948 pracował jako chórmistrz w Operze Krakowskiej, następnie rozpoczął karierę w Operze Wrocławskiej. Najpierw jako pierwszy dyrygent i wicedyrektor (do 1951 roku), następnie dyrektor naczelny i pierwszy dyrygent (1951–1953, 1960–1970), dyrygent (1970–1976). W latach 1952–1957 był również wykładowcą w Państwowej Wyższej Szkole Muzycznej we Wrocławiu uzyskując tytuł profesorski w 1969.
Wśród jego uczniów byli Antoni Wicherek, Tadeusz Strugała, Tadeusz Zathey oraz Jerzy Zabłocki.

## Upamiętnienie
Rada Miejska Wrocławia nadała nazwę Adama Kopycińskiego ulicy na osiedlu Jagodno w dniu 14 października 2019. Propozycja upamiętnienia wyszła z inicjatywy Komisji Nazewnictwa Ulic Towarzystwa Miłośników Wrocławia i została przyjęta jednogłośnie.